# Culicoides samoënsis
Culicoides samoënsis är en tvåvingeart som beskrevs av Wirth och Arnaud 1969. Culicoides samoënsis ingår i släktet Culicoides och familjen svidknott.
Artens utbredningsområde är Amerikanska Samoa. Inga underarter finns listade i Catalogue of Life.